# Reza Abbasi

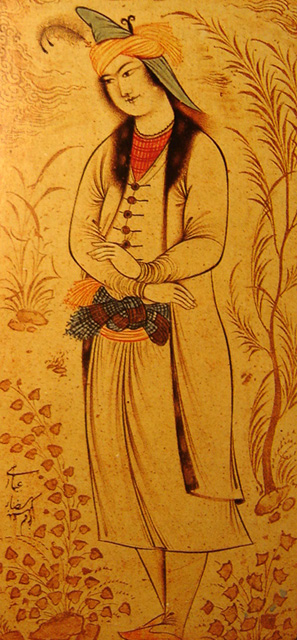
Príncipe Muhammad-Beik da Geórgia por Reza Abbasi, 1620

Agha Reza Reza-e Abbasi (também Reza Abbasi) (1565 - 1635) foi o mais reconhecido miniaturista persa, pintor e caligrafista da Escola de Isfahan, que floresceu no período Safávida, sob o mecenato do Xá Abas I.

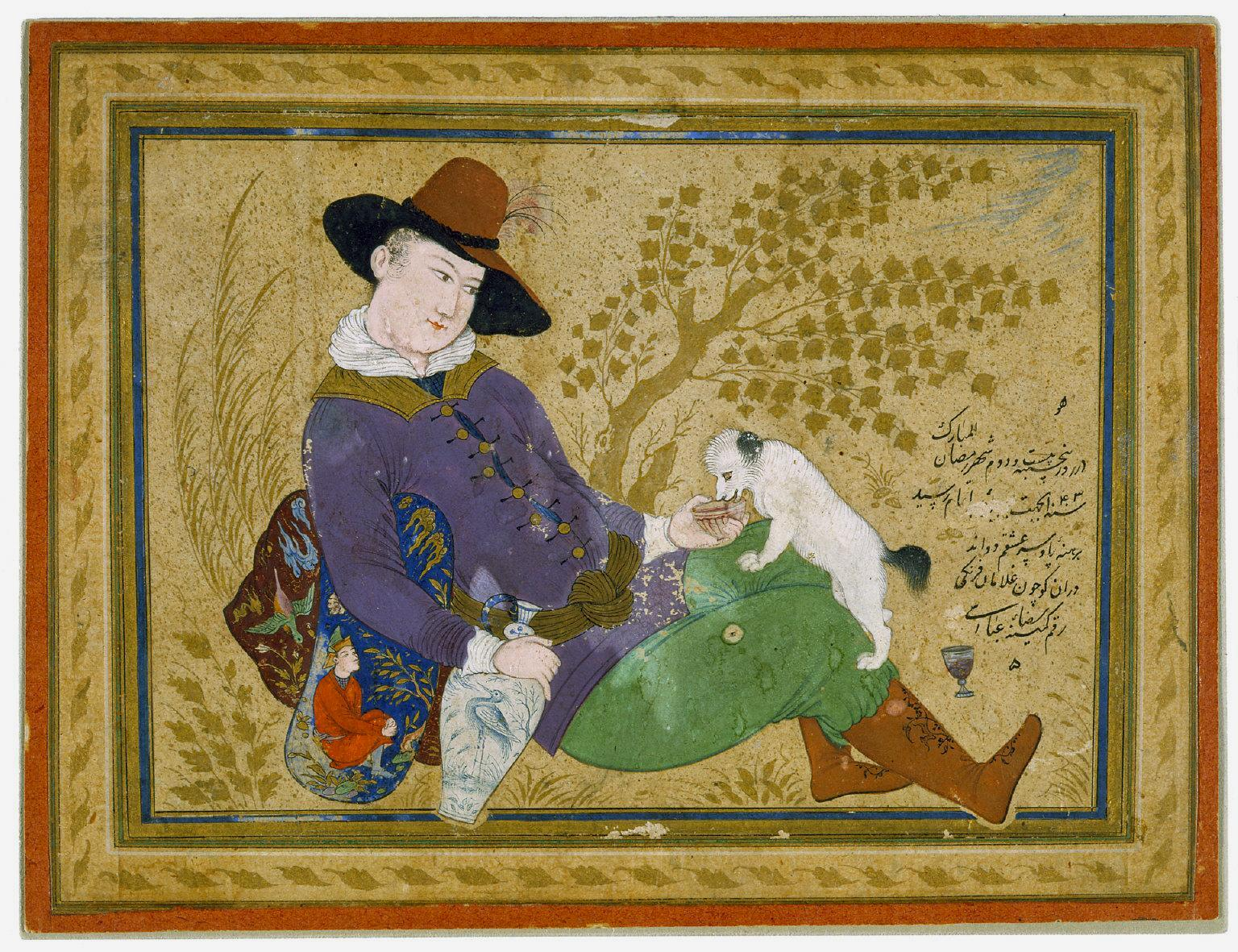
Jovem português

Reza terá nascido em Kashan, com o nome Āqā Riżā Kāshānī. De acordo com outros autores, também poderá ter nascido na cidade de Mexede, onde sabe que o pai, Ali Asghar, teria trabalhado na oficina do sultão Ibrahim Mirza.Na subsequência do assassinato do sultão, Ali Asghar mudou-se para a oficina do Xá Ismael ibne Iúçufe, em Gasvim, a então capital do império.
Reza terá aprendido o seu mester, junto do pai, na oficina real, desde tenra idade. Nesta época, as comissões reais de livros ilustrados tinha decaido, mercê da crescente moda dos albuns de miniaturas. 
Recebeu o título de Abbasi aos 38, mercê do reconhecimento que granjeou na corte.
Em 1598 acompanhou o Xá até à nova capital, estabelecida no Ispaão. Pouco depois, Riza abandonou a corte, acometido de uma crise de meia-idade, aliciado pelo desejo de conquistar maior liberdade e independência pessoal. Foi fazer vida de marialva, juntando-se a indigentes e cidadãos de baixo estatuto, como atletas e marginais. 

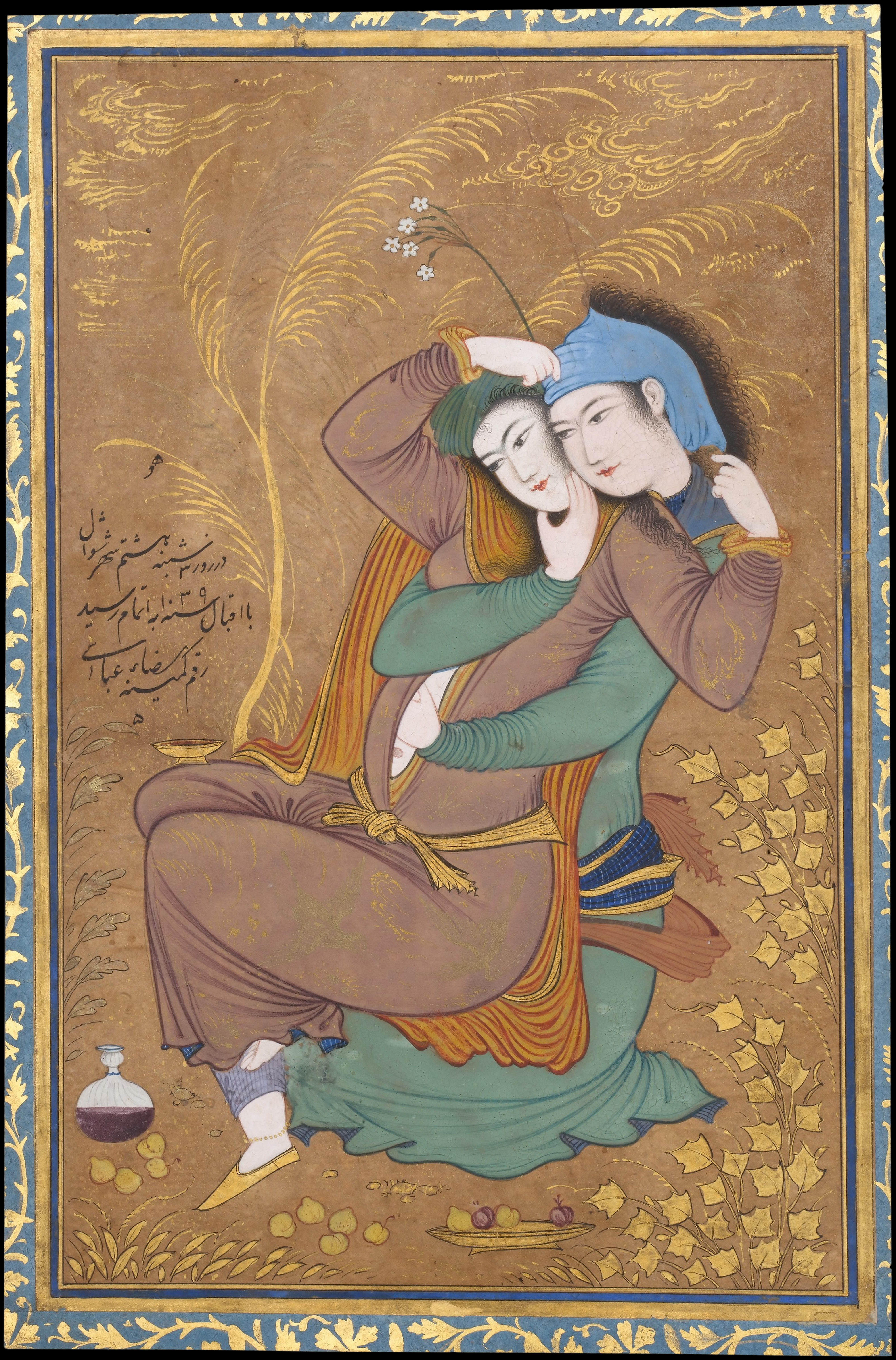
Dois amantes 1630

Em 1610, torna à corte, depauperado e decepcionado com a falta de romantismo da indigência, tendo servido o Xá até ao fim da vida.
No campo das pinturas miniaturistas persas, Reza Abbasi especializou-se nas temáticas naturalistas, privilegiando a representação de retratos coloridos, de sujeitos, amiúde homens jovens, com traços femininos ou andróginos, espelhando aquelas que eram os ideais estéticos perfilhados pelo período tardio da escola Safávida. De acordo com autores, como Louis Crompton, esta preferência pela representação de mancebos de feições afeminadas é um sinal demonstrativo da tradição da arte persa, em apreciar os aspectos mais delicados da beleza masculina.
A pospêlo do que fora o costume com os artistas persas anteriores, Reza tinha por hábito assinar e até mesmo datar as suas obras, por vezes inclusive, acrescentando pequenas glosas. Crê-se que é possível que tenha colaborado na elaboração do livro épico dos reis, que se encontra hodiernamente em Dublin, no espólio da Biblioteca Chester Beatty.
A primeira obra datada, da sua autoria, é de 1601 e encontra-se no espólio do palácio de Topkapi. 

Há um livro de miniaturas, que será datado de 1601 a 1602, que lhe é atribuido e que engrossa a colecção da Biblioteca Nacional Russa, se bem que há pelo menos uma das miniaturas constantes da obra que será da autoria do pai. 

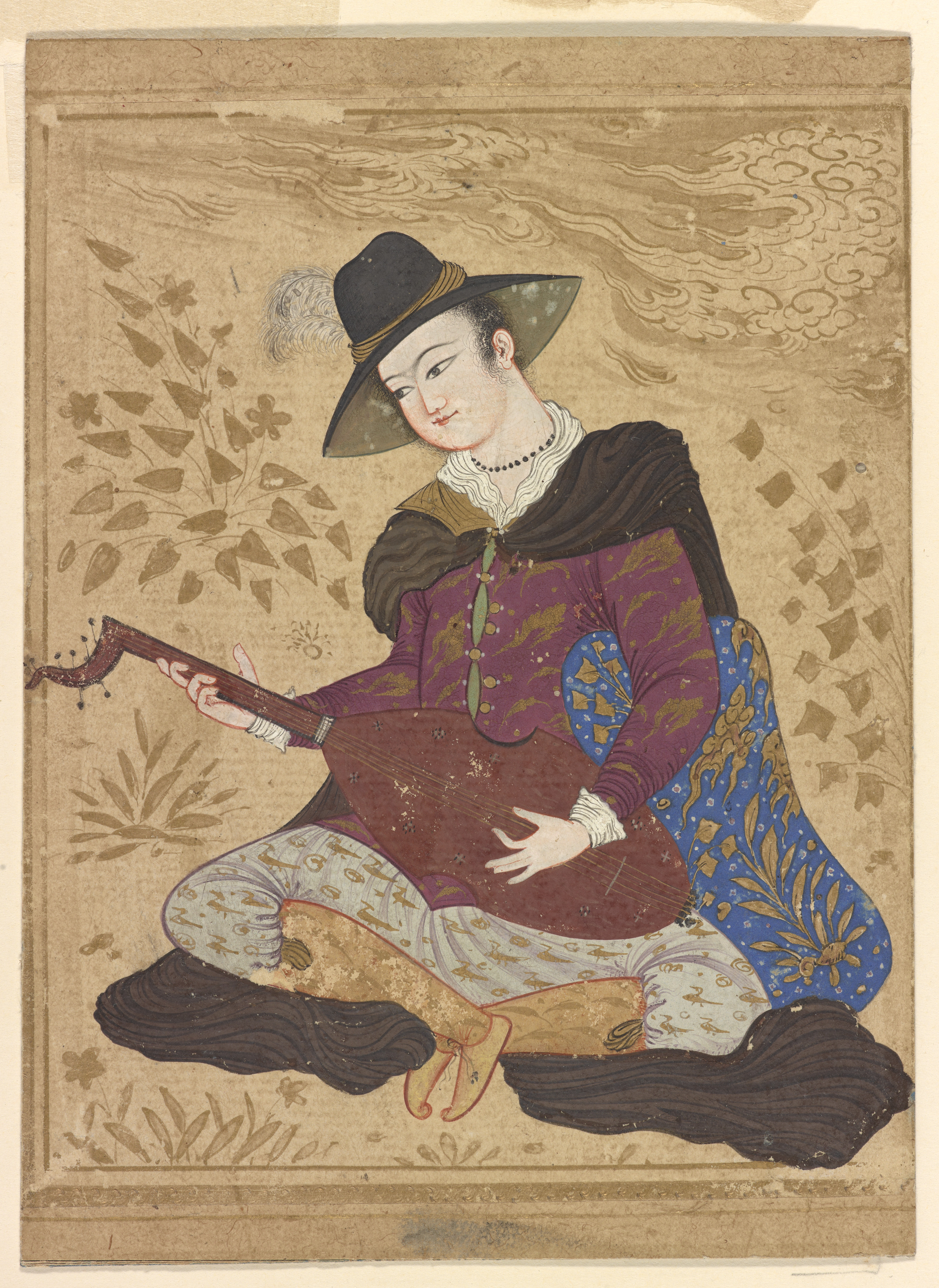
Músico holandês a tocar viola

É-lhe também atribuida a autoria de 19 miniaturas de uma edição ilustrada de 1631, da tragédia romântica, «Cosroes e Xirin», sendo certo que há alguma contestação doutrinal a esse respeito, devido à qualidade das miniaturas, que é considerada inferior à bitola típica de Reza. .
A especialidade de Reza, todavia, eram as miniaturas para álbuns ou muracas («muraqqas», que eram albuns de caligrafia islâmica, que continham antologias de poesia persa, acompanhadas de miniaturas e escorços persas, mogois e otomanos), muito apreciadas por coleccionadores. Nessas miniaturas era comum que figurassem uma ou duas personagens, sobre um fundo claro ou dourado, geralmente com decoração floral ou evocativa de um jardim, semelhante àquela que, durante os séculos anteriores, se usou para decorar as bordas de quadros. Algumas destas miniaturas resumem-se a escorços monocolores a tinta, ao passo que outras já são pinturas multicolores, com grande variedade de figuras e inúmeros pormenores. 
Os mais caracteristícos são aqueles que exibem cores nas figuras e personagens, sobre fundos por colorir. As obras mais tardias são as que exibem menos coloração. As suas obras predilectas, ou pelo menos as predilectas da sua clientela, constumavam representar jovens, vestidos à taful, com feições serenas e bem-apessoadas. 

Nas palavras de Barbara Brend:
O traço dos escorços a tinta de Reza é demonstrativo de uma absoluta mestria da técnica, especialmente no que toca à arte de sugerir textura, forma, movimento ou mesmo personalidade às figuras.  As obras coloridas de Reza, que amiúde se tratam de retratos, são mais atidas e enfáticas na representação das modas da época, na riqueza dos tecidos, no cair airoso do drapeado dos turbantes, nos chapéus europeus, etc. Amiúde representa figuras bonacheironas e afectadas, em poses que lhes acentuam as enxundias cinturas, sinal de uma vida aburguesada e faustosa. 
Ao ter regressado à corte, em 1610, mudou consideravelmente de estilo, trocando o recurso a cores primárias e as técnicas virtuosas, patentes nos seus retratos anteriores, pelos tons mais escuros, sobrios e térreos, delimitadas por um traçado mais grosso e pesado, substituidas, na década de 20 do século XVII. A perda da delicadeza do estilo foi, em parte, compensada pela maior variedade de figuras representadas.
Começou a representar homens mais velhos, dentre os quais se destacam estudiosos, religiosos sufi e pastores, em vez dos jovens louções e aburguesados da sua juventude. Outras temáticas que começaram a figurar nas suas obras, foram as aves e os europeus, marcadamenre portugueses e holandeses, por vezes representados sob uma óptica satírica. 
Riza foi pioneiro num estilo próprio da arte persa, que veio a influenciar as gerações de artistas persas que o sucederam, incluindo o próprio filho, Maomé Xafi Abasi.
- Arte persa